# Hans Gustav Güterbock
Hans Gustav Güterbock (27 mai 1908 - 29 mars 2000) est un hittitologue germano-américain. Né et formé en Allemagne, sa carrière évolue avec la montée des nazis en raison de son ascendance juive et il est contraint de se réinstaller en Turquie. Après la Seconde Guerre mondiale, il émigre aux États-Unis et passe le reste de sa carrière à l'Université de Chicago.

## Jeunesse
Né à Berlin d'un père d'origine juive qui est secrétaire de la Deutsche Orient-Gesellschaft, Güterbock passe un an à étudier la langue hittite avec Hans Ehelolf (de) avant de passer à l'université de Leipzig. Là, il poursuit ses études hittites et commence l'assyriologie, étudiant sous Johannes Friedrich et Benno Landsberger et obtenant un doctorat. Grâce à un financement privé, Güterbock réussit à passer trois ans à Bogazköy en tant qu'épigraphe dans une équipe allemande (alors qu'il est également employé par le Musée de Berlin de 1933 à 1935) mais les lois raciales nazies l'obligent à quitter l'Allemagne et à trouver un emploi au Faculté des langues, d'histoire et de géographie d'Ankara en 1936. Güterbock, qui aurait eu une maîtrise native du turc, reçoit un doctorat honorifique de l'Université d'Ankara et est également un membre privilégié de la Société historique turque.

## Carrière à Chicago
En 1948, il quitte la Turquie pour être conférencier invité pendant un an à l'Université suédoise d'Uppsala, et en 1949, il est invité à s'installer à l'Institut oriental de l'Université de Chicago par Thorkild Jacobsen où il passe le reste de sa carrière universitaire. En 1956, Güterbock est promu professeur titulaire et, de 1969 à sa retraite en 1976, il est professeur de hittitologie "Tiffany et Margaret Blake" de l'université. En 1962, il devient président de l'American Oriental Society et, en 1996, il devient la deuxième personne à recevoir la médaille du mérite du groupe. Il est membre à la fois de l'Académie américaine des arts et des sciences et de la Société américaine de philosophie,. En 1976, il s'associe à son collègue professeur de Chicago, Harry Hoffner, pour fonder et co-éditer le Chicago Hittite Dictionary.

## Vie privée
À Istanbul, Güterbock épouse en 1940 Franziska Hellmann (1919–2014), la fille de Karl Hellmann et Rosy, née Herzfelder. Avec sa femme Frances, il a deux enfants : Thomas Martin et Walter Michael. Ses cendres sont enterrées dans la crypte de la First Unitarian Church de Chicago dont il est membre.

## Travaux
- Alaca Höyük civarinda ele geçen bir eti mührü, Istanbul, Devlet basimevi, 1937
- Siegel aus Boğasköy, Berlin, 1940–42
- Ankara Bedesteninde bulunan Eti Müzesi büyük salonunun kılavuzu, Istanbul, Millî Eğitim Basımevi, 1946
- İstanbul Arkeoloji Müzelerinde bulunan Boǧazköy tabletleri II. Boǧazköy, Istanbul, Millî Eğitim Basımevi, 1947
- The song of Ullikummi; revised text of the Hittite version of a Hurrian myth, New Haven, American Schools of Oriental Research, 1952
- The Hittite dictionary of the Oriental Institute of the University of Chicago, Chicago, Oriental Institute of the University of Chicago, 1980 (edited with Harry A. Hoffner)
- Hiéroglyphes de Yazılıkaya : à propos d'un travail récent, Paris, Institut franciçais d’études anatoliennes, 1982
- ed.: Harry A. Hoffner, Perspectives on Hittite civilization : selected writings of Hans Gustav Güterbock, Chicago, Oriental Institute of the University of Chicago, 1997 (ISBN 1-885923-04-X) (edited by Harry A. Hoffner)